# Snowboarding na Zimních olympijských hrách 2006
Snowboard na olympiádě v Turíně je na programu od 12. do 23. února na trati Bardonecchia

## Medailové pořadí zemí
| Pořadí | Země                         | Zlato | Stříbro | Bronz | Celkově |
| ------ | ---------------------------- | ----- | ------- | ----- | ------- |
| 1.     | Spojené státy americké (USA) | 3     | 3       | 1     | 7       |
| 2.     | Švýcarsko (SUI)              | 3     | 1       | 0     | 4       |
| 3.     | Německo (GER)                | 0     | 1       | 0     | 1       |
| 3.     | Slovensko (SVK)              | 0     | 1       | 0     | 1       |
| 5.     | Rakousko (AUT)               | 0     | 0       | 1     | 1       |
| 5.     | Kanada (CAN)                 | 0     | 0       | 1     | 1       |
| 5.     | Finsko (FIN)                 | 0     | 0       | 1     | 1       |
| 5.     | Francie (FRA)                | 0     | 0       | 1     | 1       |
| 5.     | Norsko (NOR)                 | 0     | 0       | 1     | 1       |
|        | Celkem                       | 6     | 6       | 6     | 18      |

## Medailisté

### Muži
| Disciplína            | Zlato                                       | Výkon                                       | Stříbro                                   | Výkon                            | Bronz                                | Výkon                                |
| --------------------- | ------------------------------------------- | ------------------------------------------- | ----------------------------------------- | -------------------------------- | ------------------------------------ | ------------------------------------ |
| paralelní obří slalom | Philipp Schoch · Švýcarsko (SUI)            | Philipp Schoch · Švýcarsko (SUI)            | Simon Schoch · Švýcarsko (SUI)            | Simon Schoch · Švýcarsko (SUI)   | Siegfried Grabner · Rakousko (AUT)   | Siegfried Grabner · Rakousko (AUT)   |
| snowboardcross        | Seth Wescott · Spojené státy americké (USA) | Seth Wescott · Spojené státy americké (USA) | Radoslav Židek · Slovensko (SVK)          | Radoslav Židek · Slovensko (SVK) | Paul-Henri de Le Rue · Francie (FRA) | Paul-Henri de Le Rue · Francie (FRA) |
| U-rampa               | Shaun White · Spojené státy americké (USA)  | 46,8                                        | Danny Kass · Spojené státy americké (USA) | 44,0                             | Markku Koski · Finsko (FIN)          | 41,5                                 |

### Ženy
| Disciplína            | Zlato                                          | Výkon                              | Stříbro                                              | Výkon                                                | Bronz                                            | Výkon                                            |
| --------------------- | ---------------------------------------------- | ---------------------------------- | ---------------------------------------------------- | ---------------------------------------------------- | ------------------------------------------------ | ------------------------------------------------ |
| paralelní obří slalom | Daniela Meuliová · Švýcarsko (SUI)             | Daniela Meuliová · Švýcarsko (SUI) | Amelie Koberová · Německo (GER)                      | Amelie Koberová · Německo (GER)                      | Rosey Fletcherová · Spojené státy americké (USA) | Rosey Fletcherová · Spojené státy americké (USA) |
| snowboardcross        | Tanja Friedenová · Švýcarsko (SUI)             | Tanja Friedenová · Švýcarsko (SUI) | Lindsey Jacobellisová · Spojené státy americké (USA) | Lindsey Jacobellisová · Spojené státy americké (USA) | Dominique Maltaisová · Kanada (CAN)              | Dominique Maltaisová · Kanada (CAN)              |
| U-rampa               | Hannah Teterová · Spojené státy americké (USA) | 46,4                               | Gretchen Bleilerová · Spojené státy americké (USA)   | 43,4                                                 | Kjersti Buaasová · Norsko (NOR)                  | 42,0                                             |